# بیازید (مرزیفون)
بیازید (به ترکی استانبولی: Bayazıt) یک منطقهٔ مسکونی در ترکیه است که در مرزیفون واقع شده‌است.